# Forum Prawicy Demokratycznej
Het Forum van Democratisch Rechts (FPD) (Pools: Forum Prawicy Demokratycznej) was een rechts-liberale partij die in 1990-1991 in Polen heeft bestaan.
De partij werd op 27 juni 1990 opgericht door een groep activisten van de anticommunistische oppositie die de regering van Tadeusz Mazowiecki steunden. Na de nederlaag van Mazowiecki in de presidentsverkiezingen later dat jaar ging het FPD samen met ROAD op in diens nieuw opgerichte partij, de Democratische Unie (UD). Binnen deze partij bleef de groep onder leiding van Aleksander Hall en Kazimierz Michał Ujazdowski actief onder de naam Fractie van Democratisch Rechts (Frakcja Prawicy Demokratycznej). Na de parlementsverkiezingen van 1991 had deze binnen de UD-fractie negen zetels in de Sejm. In september 1992 trad een groot deel van de FPD uit de UD om in december van dat jaar de Conservatieve Partij op te richten.
De partij kende ook een afsplitsing: een kleine groep, die zich tegen de fusie met de UD had verzet, richtte op 29 juni 1991 de Republikeinse Coalitie (Koalicja Republikańska) op. Een van de leiders hiervan was Maciej Płażyński, die later medeoprichter zou worden van het Burgerplatform. Ook deze partij zou in december 1992 in de Conservatieve Partij opgaan.